# V434 Геркулеса
V434 Геркулеса (лат. V434 Herculis) — одиночная переменная звезда в созвездии Геркулеса на расстоянии приблизительно 15494 световых лет (около 4751 парсек) от Солнца. Видимая звёздная величина звезды — от +15,2m до +13,8m.
Открыта Куно Хофмейстером в 1959 году*.

## Характеристики
V434 Геркулеса — жёлто-белая пульсирующая переменная звезда типа RR Лиры (RRAB) спектрального класса F. Радиус — около 5,35 солнечного, светимость — около 30,453 солнечной. Эффективная температура — около 6314 K.